# Osazoni

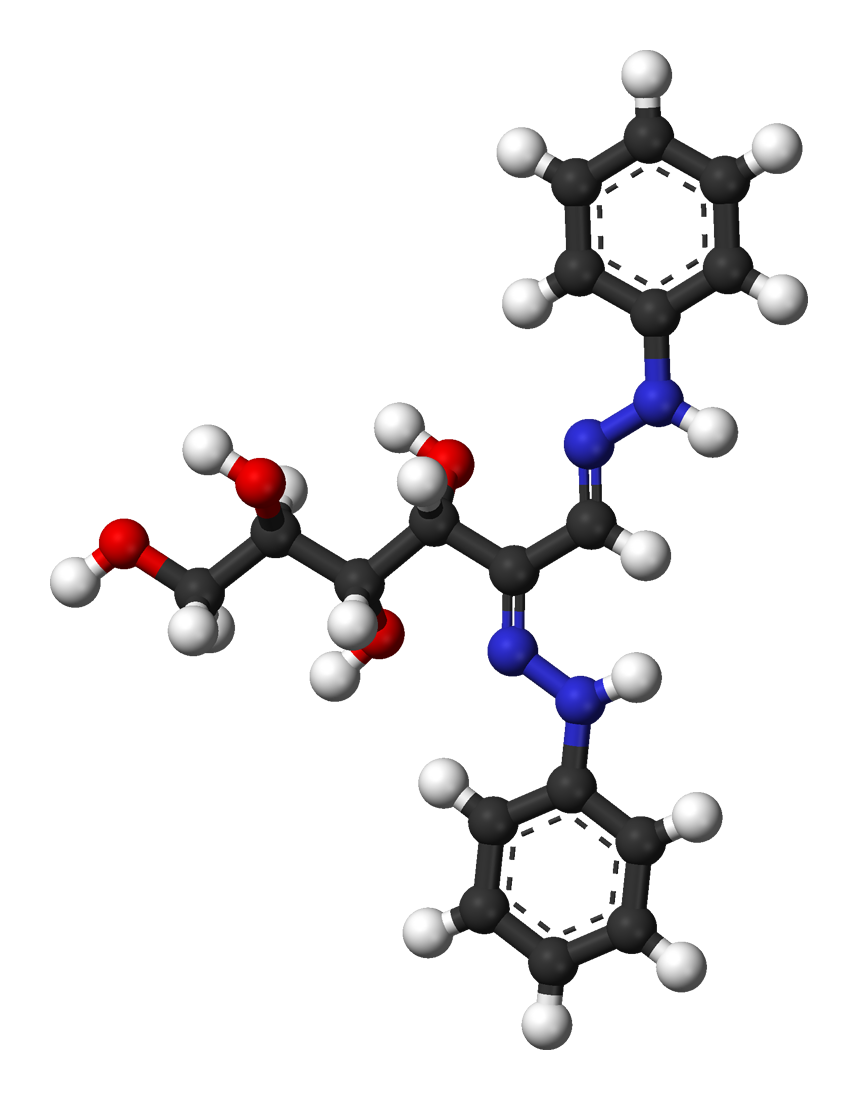
Modello ad asta e sfera dell'osazone del D-glucosio

Gli osazoni sono una classe di composti organici ottenuti per reazione degli zuccheri con fenilidrazina. Il chimico tedesco Emil Fischer sviluppò e utilizzò questa reazione per identificare zuccheri che da un punto di vista stereochimico differivano di un solo atomo di carbonio chirale.